# Mount Manke
Mount Manke ist ein 940 m hoher Berg im westantarktischen Marie-Byrd-Land. Er markiert die östliche Grenze der Harold Byrd Mountains.
Der United States Geological Survey kartierte ihn anhand eigener Vermessungen und Luftaufnahmen der United States Navy aus den Jahren von 1960 bis 1963. Das Advisory Committee on Antarctic Names benannte ihn 1967 nach Robert M. Manke (* 1940), Faktotum auf der Byrd-Station im antarktischen Winter 1960.